# Шоссе 31 (Израиль)
Шоссе 31 (ивр. כביש 31‎, англ. Highway 31) — автомагистраль на юге Израиля. Шоссе начинается на развязке Идан ха-Негев и проходит через Лехавим, Лакию, Хуру, Касию и Арад, а заканчивается на перекрестке Зоар недалеко от Мертвого моря. Шоссе протяженностью около 70 километров служит главной транспортной артерией в северной части пустыни Негев, соединяя ее с Мертвым морем, шоссе 6 и шоссе 60.

## История

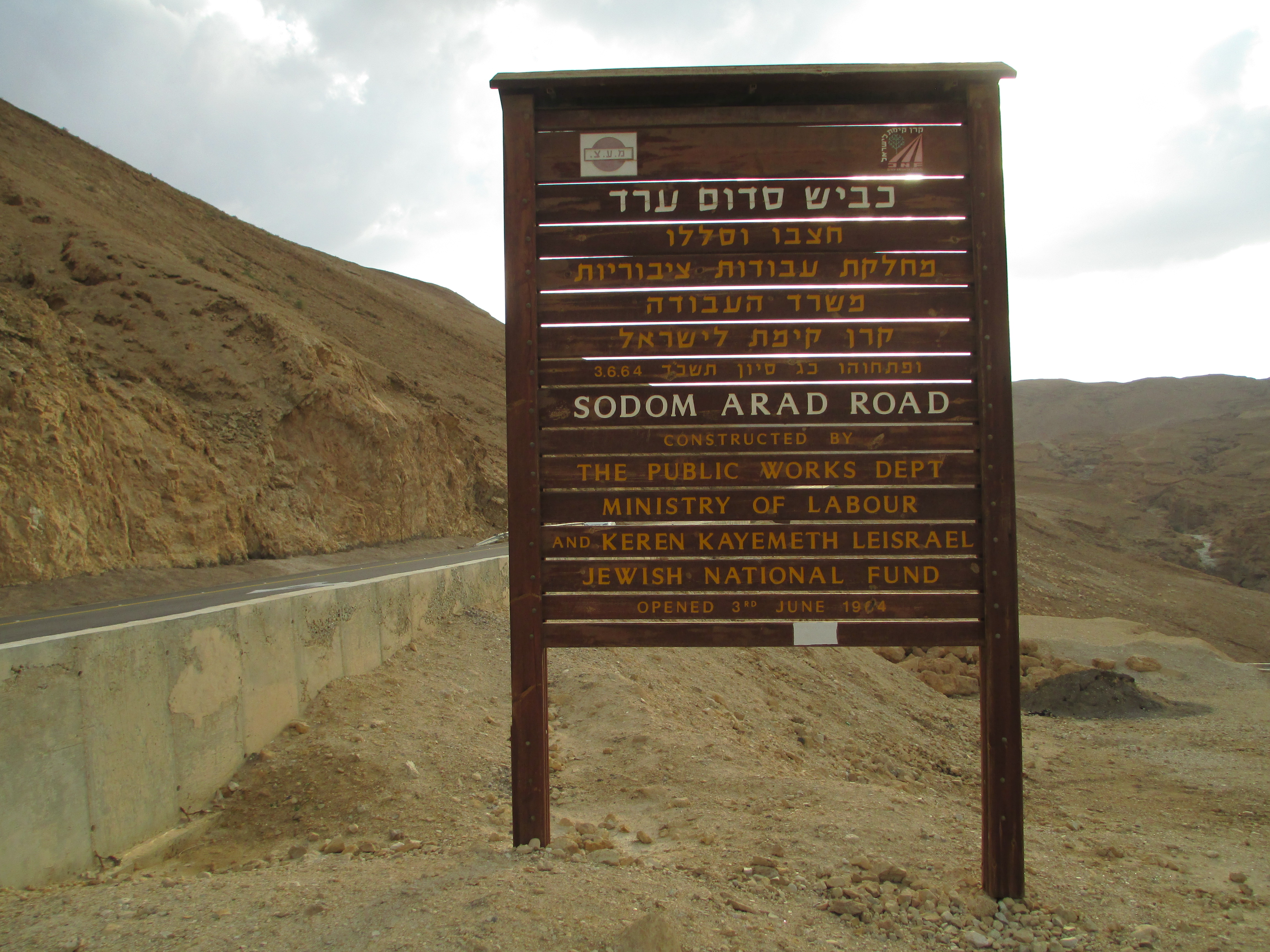
Знак на шоссе Содом — Арад возле перекрестка Зоар

Первоначальный план асфальтирования дороги был сформулирован в середине 1950-х годов.
В июле 1961 года началось строительство западного участка дороги, между Лехавим и Арадом. Начало работ было отмечено церемонией в присутствии тогдашнего министра торговли и промышленности Пинхаса Сапира. Земляные работы на шоссе продолжались до мая 1962 года, когда началась прокладка инфраструктуры. Во второй половине 1962 года были проведены работы по укладке дорожного покрытия, а открытие дороги состоялось в феврале 1963 года. Во время церемонии на праздник Хануки шоссе было названо в честь Гершона Дубинбаума, члена Пальмаха, убитого в этом районе. Работы по укладке земляного полотна на восточном участке дороги, от Арада до Мертвого моря, также начались в июле 1961 года, но из-за кривизны маршрута шоссе они заняли больше времени, потребовав разработки карьеров и взрывных работ по добыче камня. Этот участок дороги был открыт в июне 1964 года после трех лет работ.
Шоссе имело по одной полосе в каждом направлении, и в период с 2010 по 2012 год в дорожно-транспортных происшествиях на ней погибло 30 человек. Участок между Арадом и Содомом был опасной дорогой, которая крутыми поворотами уходила в район Мертвого моря, пока ее не реконструировали в 2014 году. Этот участок был популярен среди мотоциклистов, некоторые из которых погибли на этом шоссе. К югу от шоссе находится группа из нескольких мемориалов мотоциклистам, погибшим на так называемой «Дороге смерти». В 2010 году Израильская национальная дорожная компания начала реализацию проекта по расширению дороги до двух полос на обоих маршрутах на участке пересечения Шокет-Арад. Проект включает в себя строительство широкого защитного островка безопасности между путями, а также строительство развязок на месте существующих перекрестков. Большинство развязок открылись в 2015 году. В рамках расширения шоссе были проведены интенсивные работы по благоустройству и озеленению придорожной территории, построены тротуары, установлено освещение по всей протяженности участка. Кроме того, была проложена велосипедная дорожка и установлены защитные перила для транспортных средств и пешеходов. На перекрестке при въезде в город Арад установлен светофор для регулирования движения между шоссе 31 и улицами Шамир и Канаим.
3 февраля 2015 года произошло ДТП между грузовиком, перевозившим трактор, и автобусом недалеко от перекрестка Лехавим. Погибли 8 жителей города Хура и окрестностей, десятки получили ранения.
Раньше дорога шла на запад до перекрёстка ха-Наси. Сегодня участок дороги от перекрёстка ха-Наси до перекрёстка Лехавим обозначен как шоссе 310. Шоссе 6 было проложено с использованием существующего маршрута шоссе 31 от Лехавим до развязки Лакия, и сегодня этот участок шоссе обозначается только как шоссе 6. Эта секция шоссе была открыта в 2015 году. Шоссе 6 продолжается на юг и соединяется с модернизированной дорогой на Арад на развязке Шокет.